# Рейчъл Хартман
Рейчъл Хартман (на английски: Rachel Hartman) е американска писателка на бестселъри в жанра фентъзи.

## Биография и творчество
Рейчъл Хартман е родена на 9 юли 1972 г. в Лексингтън, Кентъки, САЩ. Баща ѝ е учител по рисуване. Прекарва детството си в Чикаго, Филаделфия, Англия и Япония. Получава бакалавърска степен по американска литература от Вашингтонския университет.
След дипломирането си работи в книжарница за детска литература в Хейвънфорд, Пенсилвания. Омъжва се за физика Скот Хартман. Имат дъщеря и син – Келси и Лейтън.
Заедно с работата си прави комикси, като е от пионерите на жанра „миникомикс“. През 1996 г. започва да публикува четири пъти годишно серията миникомикси „Amy Unbounded“. За нея печели стипендия от фондация „Ксерик“ за написването на графичен роман съставен от шест взаимосвързани миникомикса, който е издаден през 2002 г.
Първият ѝ роман „Серафина“ от фентъзи поредицата „В царството на драконите“ е публикуван през 2010 г. Романът става бестселър и е удостоен с наградата „Уилям Морис“ за най-добър дебютен фентъзи роман за 2013 година.
Рейчъл Хартман живее със семейството си във Ванкувър, Британска Колумбия.

## Произведения

### Поредица „В царството на драконите“ (Seraphina)
1. Seraphina (2010)
Серафина, изд.: ИК „Хермес“, София (2014), прев. Иван Костурков
2. Shadow Scale (2015)

### Поредица „Тес от пътя“ (Tess of the Road)
1. Tess of the Road (2018)
2. In the Serpent's Wake (2022)

### Графични романи
- Amy Unbounded: Belondweg Blossoming (2002)